# مورلند، میشیگان
مورلند (به انگلیسی: Moorland Township) یک منطقهٔ مسکونی در ایالات متحده آمریکا است که در شهرستان موسکگون، میشیگان واقع شده‌است.
 مورلند ۹۴٫۴ کیلومتر مربع مساحت و ۱٬۵۷۵ نفر جمعیت دارد و ۲۱۲ متر بالاتر از سطح دریا واقع شده‌است.